# Bernard Kolle
Bernard Kolle, hrvaško-slovenski stripar in ilustrator, * 21. avgust 1966, Slavonska Požega, Hrvaška.
Od druge polovice osemdesetih let 20. stoletja živi od risanja stripov. Leta 1988 se je preselil v Ljubljano. Najprej je risal licenčni strip Tom in Jerry za hrvaško založbo Vjesnik, po tem je do 1996 za nemško založbo Bastei risal stripe v najstniških revijah Gespenster Geschichten in Conny, za tem je od 1996 do 1999 tuširal za ameriški Dark Horse (junaka Ghost in Maska) po tem pa se je vrnil na nemško tržišče kjer je risal seriji  Maddrax in Vampira za Gespenster Geschichten. Leta 2006 je pričel risati za francosko založbo Glénat.

## Stripografija

### Slovenija
- Slovenski klasiki, General Rudolf Maister, scenarij: Matjaž Bertoncelj (Forum, Mladina, 2009, 2011, 2016)
- Diamanti, scenarij: Jean-Claude in Agnès Bartoll (serializirano) (Risar, 2009-2019)
- Diamanti [I-IV] scenarij: Jean-Claude in Agnès Bartoll (integral) (Risar, 2016)
- Antarktika scenarij: Jean-Claude Bartoll (integral) (Buch, 2017)
- Malvazija in brancin, scenarij: Iztok Sitar (serializirano) (Mladina, 2017)
- Transvaalski pustolovci scenarij: Jean-Claude Bartoll (Risar, 2019)

### Hrvaška
- Tom i Jerry (Vjesnik, 1986-1992, razne številke)
- Maxi Superstrip #9, zgodba: Zona somraka, scenarij Zoran Tkalec) (Vjesnik, 1988)
- Maxi Superstrip #12, zgodba: Otpad, scenarij Zoran Tkalec) (Vjesnik, 1988)
- Strip revija Večernjeg lista #34, zgodba: Malvazija i brancin, scenarij: Iztok Sitar) (Stripforum in Večernji list, 2016) (Malvazija in brancin)
- Strip revija Večernjeg lista #37, zgodba: Ženska koja je voljela čistoću, scenarij: Iztok Sitar) (Stripforum in Večernji list, 2016) (Ženska, ki je imela rada red)
- Kvadrat #38, zgodba: Ženska koja je voljela čistoću, scenarij: Iztok Sitar) (Matica hrvatska ogranak Bizovac, 2018) (Ženska, ki je imela rada red)

### Nemčija
- Gespenster Geschichten (Bastei-Verlag) (-1996)
- Conny (Bastei-Verlag) (-1995)

### ZDA
- Tool & Die (Samson Comics, 1994)
- Ghost (tuš po risbi Branislava Keraca pod psevdonimom H.M. Baker) (Dark Horse)

1. Ghost and The Shadow (1995)
2. Ghost #8: It's real
3. Ghost #10: Descent
4. Ghost #32: A Pathless Land
5. Ghost Special #2: Immortal Coil (1998)
6. Ghost Special #2: Immortal Coil (reprint) Ghost: Omnibus #3 (2012)
7. Ghost Special #3: Scary Monsters
8. Dark Horse Presents #145: The Woes of Sinful Bachelors
9. Dark Horse Presents #146: The Woes of Sinful Bachelors
10. Dark Horse Presents #147: The Woes of Sinful Bachelors

- The Mask (tuš po risbi Sibina Slavkovića) (Dark Horse)

1. Toys in the Attic (1998)
2. Toys in the Attic (reprint) Dark Horse Presents #134: Toys in the Attic
3. Toys in the Attic (reprint) The Mask: Omnibus #2 (2009)

### Francija
- Diamants, collection Investigations (Glénat)

1. Charles Van Berg, scenarij: Jean-Claude in Agnès Bartoll, 2007
2. Les Larmes du goulag, scenarij: Jean-Claude in Agnès Bartoll, 2008
3. L'Étoile du Katanga, scenarij: Jean-Claude in Agnès Bartoll, 2010
4. La Révolte de Ramat Gan, scenarij: Jean-Claude Bartoll, 2012

- Dossier Tueur en série, collection Serial killer (Soleil Productions)

2. Le Vampire de Sacramento, scenarij: Thomas Mosdi, risba Serge Fino, Alessandro Vitti in Bernard Kolle, 2007
- Antarctica (Glénat)

1. Jeu de dupes, scenarij: Jean-Claude Bartoll, 2014
2. Hivernage, scenarij: Jean-Claude Bartoll, 2015
3. 908 Sud, scenarij: Jean-Claude Bartoll, 2016

- Complot (Glénat)

1. Le naufrage du Titanic, scenarij: Alcante in Gihef, 2016

- Les Aventuriers du Transvaal (Glénat)

1. L'Or de Kruger, scenarij: Jean-Claude Bartoll, 2018

## Druga dela
- Eva Pacher (Barbara Pešut): Čudoviti klon (illustracije) (Študentska založba, 2005)